# Neovenator
 (novembre 2010).
Si vous disposez d'ouvrages ou d'articles de référence ou si vous connaissez des sites web de qualité traitant du thème abordé ici, merci de compléter l'article en donnant les références utiles à sa vérifiabilité et en les liant à la section « Notes et références ».
Neovenator salerii
Genre
Espèce
Neovenator est un genre fossile de dinosaures théropodes carnivores de la famille des Neovenatoridae. Son nom signifie « nouveau chasseur ». Il vivait à l'étage Barrémien (Crétacé inférieur, il y a environ 129 à 125 millions d'années) dans l'actuel Royaume-Uni. Il n'est représenté que par son espèce type, Neovenator salerii.

## Systématique
Le genre Neovenator et l'espèce Neovenator salerii ont été décrits en 1996 par Steve Hutt, David M. Martill et Michael J. Barker,.
Neovenator est parfois classé en tant que carcharodontosauridé primitif. On note également une proche parenté avec les Sinraptoridae.

## Description

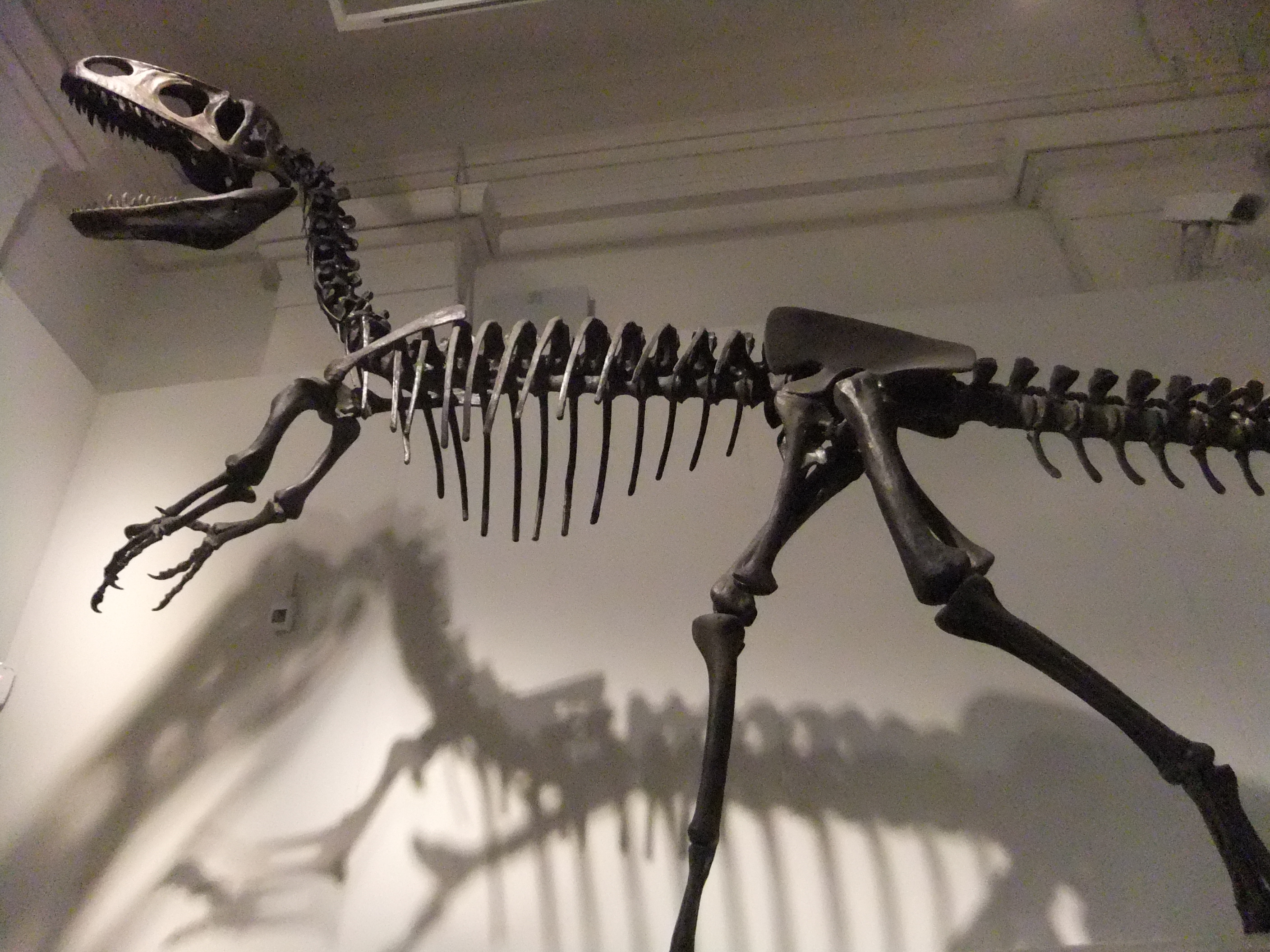
Reconstitution de Neovenator.

L'unique espèce, Neovenator salerii, mesurait environ 7,6 m de longueur pour un poids approximatif de deux tonnes,. Sa taille était supérieure à la plupart des autres Allosauroidea.
Elle possédait une petite crête sur la tête, caractéristique de la plupart des Neovenatoridae. 

## Publication originale
- (en) Steve Hutt, David M. Martill et Michael J. Barker, « The first European allosaurid dinosaur (Lower Cretaceous, Wealden Group, England) », Neues Jahrbuch für Geologie und Paläontologie. Monatshefte, E. Schweizerbart (d), vol. 1996, no 10,‎ 25 novembre 1996, p. 635-644 (ISSN 0028-3630 et 2700-2012, OCLC 1759691 et 481642941, DOI 10.1127/NJGPM/1996/1996/635).